# دين تايلور
دين تايلور (بالإنجليزية: Dean Taylor)‏ هو لاعب كرة قاعدة أمريكي، ولد في 19 أبريل 1951.